# Cabaret da Coxa
Cabaret da Coxa é um talk show português apresentado por Rui Unas. O programa estreou em abril de 2002 na SIC Radical e terminou no final de julho de 2005. Em 2018, teve um regresso especial de 5 episódios, estreando a 25 de dezembro de 2018, também na SIC Radical, e terminado a 29 de dezembro de 2018.

## História
O programa, que estreou em 2002, contou com a produção da SIGMA 3, com autoria e apresentação de Rui Unas e com a "colaboração" do Baixinho (papagaio malcriado) e de Gimba, além das Unetes. Em 2 ocasiões especiais, o programa foi apresentado por Aldo Lima e Ricardo Araújo Pereira.
Foi um programa com forte impacto televisivo, pois além de ser um talk show irreverente, acabou por ser o primeiro talk show português transmitido com bolinha vermelha devido ao conteúdo e linguagem serem susceptiveis de choque para os telespetadores mais sensíveis. Habitualmente com a presença de convidados de todas as áreas sociais, revelou inúmeros talentos das mais diversas áreas, quer da música ao vivo, magia, stand up, dança e outras performances várias.
O programa era transmitido em direto, 2 a 3 vezes por semana, em horários entre as 23h e 1h da madrugada.
A direcção criativa pertenceu a Jorge Amaral, produção de Pedro Dias e Alexandra Coelho, realização de Gonçalo Souza de Mello e direção de produção de Pedro Miguel Paiva. O programa era emitido a partir dos Estúdio Valentim de Carvalho em Paço de Arcos/Oeiras, com presença de público.
Das muitas reportagens apresentadas ficaram na memória as célebes idas de Rui Unas e Gimba à Feira Anual do Sexo em Barcelona. O fim das emissões do programa ditaram a transição de Rui Unas da SIC Radical para o canal generalista da SIC.
A SIGMA 3 e a SIC Radical editaram em DVD o melhor do Cabaret da Coxa referente aos anos 2002, 2003 e 2004.